# Niedervisse

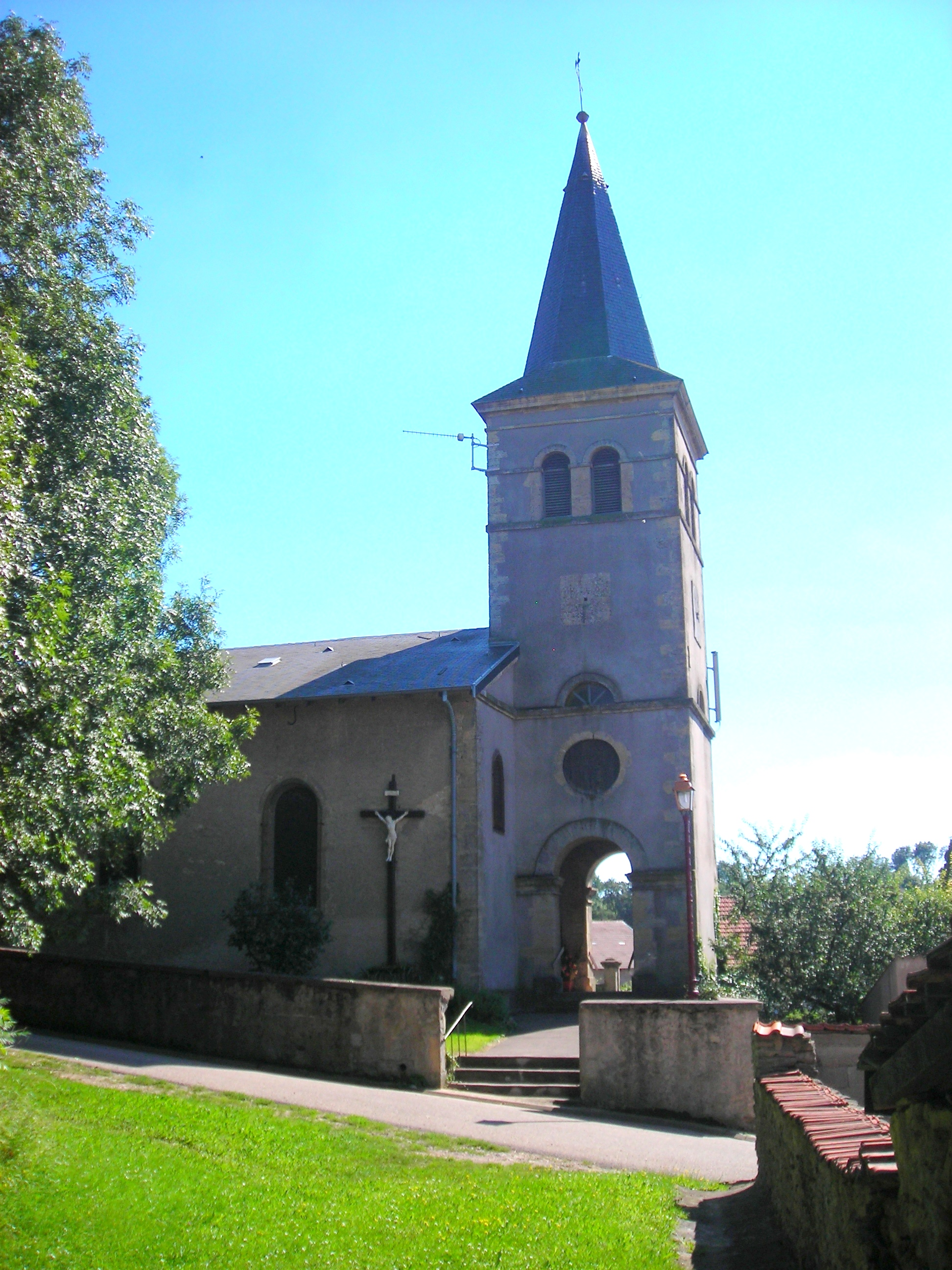
Kirche St. Maria-Magdalena

Niedervisse (deutsch Niederwiese, lothringisch Nidderwis) ist eine französische Gemeinde mit 276 Einwohnern (Stand 1. Januar 2022) im Département Moselle in der Region Grand Est (bis 2015 Lothringen).

## Geographie
Das Kirchdorf liegt in Lothringen, etwa 33 Kilometer ostnordöstlich von Metz und 5½ Kilometer südöstlich von Boulay-Moselle (Bolchen) am Püttenbach.

## Geschichte
Ältere Schreibweisen des Ortsnamens lauteten: Basse Weize (1391), Niderwuissen (1681), Nidervise (18. Jh.). Die Ortschaft lag früher auf dem Territorium des Heiligen Römischen Reichs und gehörte zur Hälfte dem Bistum Metz  und zur anderen Hälfte der Grafschaft Kriechingen, bis auch dieser Teil 1793 im Zuge der Französischen Revolution Frankreich einverleibt wurde.
Durch den Frankfurter Frieden vom 10. Mai 1871 kam die Region an das deutsche Reichsland Elsaß-Lothringen, und das Dorf wurde dem Kreis Bolchen im Bezirk Lothringen zugeordnet. Im Ort gab es eine Seidenweberei und eine Knopffabrik; die Landwirte betrieben Ackerbau und Viehzucht. Nach dem Ersten Weltkrieg musste die Region aufgrund der Bestimmungen des Versailler Vertrags 1919 an Frankreich abgetreten werden und wurde Teil des Département Moselle. Im Zweiten Weltkrieg war die Region von der deutschen Wehrmacht besetzt und wurde 1944 von US-Streitkräften eingenommen.

### Demographie
Im Jahr 1871 hatte der Ort 592 meist römisch-katholische Einwohner, die in 126 Häusern und 129 Familien lebten und unter denen sich 112 Juden befanden. 1910 wurden 255 Einwohner gezählt.
| Jahr      | 1968 | 1975 | 1982 | 1990 | 1999 | 2009 | 2019 |
| Einwohner | 174  | 152  | 157  | 174  | 197  | 238  | 266  |

## Wappen
Im Gemeindewappen sind die alten Abhängigkeiten des Dorfs noch deutlich: heraldisch rechts das Symbol der der Grafen von Kriechingen und heraldisch links das übernommene Wappen der Abtei Glandern zu Longeville-lès-Saint-Avold.

## Siehe auch

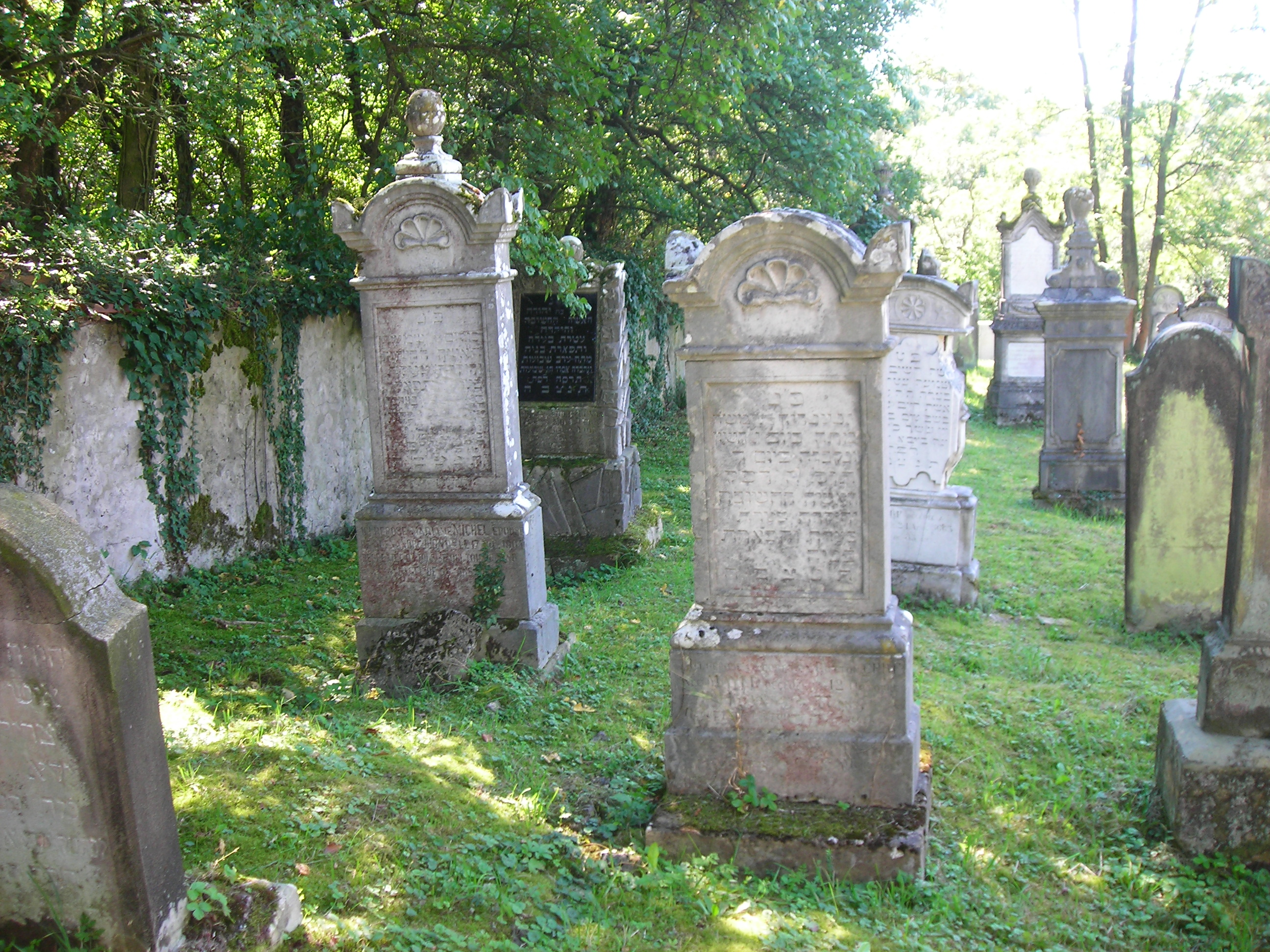
Jüdischer Friedhof Niedervisse